# Sebastián Díaz
Sebastián Díaz (Montevideo, Uruguay, 28 de junio de 1983) es un jugador de fútbol uruguayo. Juega de defensa.

## Trayectoria
Comenzó en 2001 en Central Español donde permaneció en aquella institución hasta 2007. Sus actuaciones destacadas hicieron que jugara para Huracán el Torneo Apertura 2007 más allá de que su paso fue muy escaso. En el 2009 jugó para el Club Social y Deportivo Comunicaciones de la Liga Nacional de Guatemala. En 2011 es fichado nuevamente por un club de la Argentina, esta vez fue Gimnasia y Esgrima de Jujuy. A mediados de 2012 pasó a Deportivo Merlo, debido a la mala campaña, el equipo descendió a la B Metropolitana. Actualmente a partir de junio de 2013 defiente los colores de Atlanta.

## Clubes
| Club                        | País      | Año        | PJ  | Goles |
| --------------------------- | --------- | ---------- | --- | ----- |
| Central Español             | Uruguay   | 2001-2007  | 137 | 6     |
| Huracán                     | Argentina | 2007       | 1   | 0     |
| Defensor Sporting           | Uruguay   | 2008       | 6   | 0     |
| Racing                      | Uruguay   | 2008-2009  |     |       |
| Comunicaciones FC           | Guatemala | 2009-2010  | 6   | 0     |
| Racing                      | Uruguay   | 2010-2011  | 23  | 0     |
| Gimnasia y Esgrima de Jujuy | Argentina | 2011-2012  | 31  | 1     |
| Deportivo Merlo             | Argentina | 2012-2013  | 33  | 2     |
| Atlanta                     | Argentina | 2013- 2016 | 72  | 2     |
| Club Sportivo Italiano      | Argentina | 2016       | 4   | 1     |
| Plaza Colonia               | Uruguay   | 2017-2019  | 55  | 2     |